# Rito litúrgico latino
O rito litúrgico latino, também chamado de rito litúrgico ocidental, é o rito litúrgico utilizado pela Igreja Católica de Rito Latino, a maior e a mais numerosa das 24 igrejas autónomas (sui iuris) da Igreja Católica Romana. Esta Igreja sui iuris conta com cerca de 98% dos fiéis católicos do mundo inteiro.
Estes ritos desenvolveram-se numa zona da Europa ocidental e do norte da África onde o latim era a língua da educação e da cultura, e distinguem-se dos outros utilizados pelas Igrejas de rito oriental que se desenvolveram na Europa oriental e no Médio Oriente.  Há vários ritos latinos, como por exemplo o rito romano (o mais utilizado), o rito ambrosiano, o rito bracarense, o rito galicano, o rito moçárabe, o  dos Cartuxos e o Uso Anglicano. Antigamente havia muitos outros ritos litúrgicos ocidentais latinos, que foram substituídos pelo Rito Romano pelas reformas litúrgicas do Concílio de Trento e do Concílio Vaticano II.
Atualmente, o rito litúrgico católico mais conhecido e utilizado na Igreja Católica de Rito Latino e mesmo na Igreja Católico-Romana universal é o rito romano, na Eucaristia a Missa do Vaticano II (isto é do Concílio Vaticano II. Por exceção, a forma 1962 deste rito litúrgico, chamada Missa tridentina, pode ser permitida pelo bispo diocesano ainda na sua diocese. Para além do rito romano normal, há também várias variantes deste rito litúrgico, destacando-se o Uso Anglicano.